# Top End

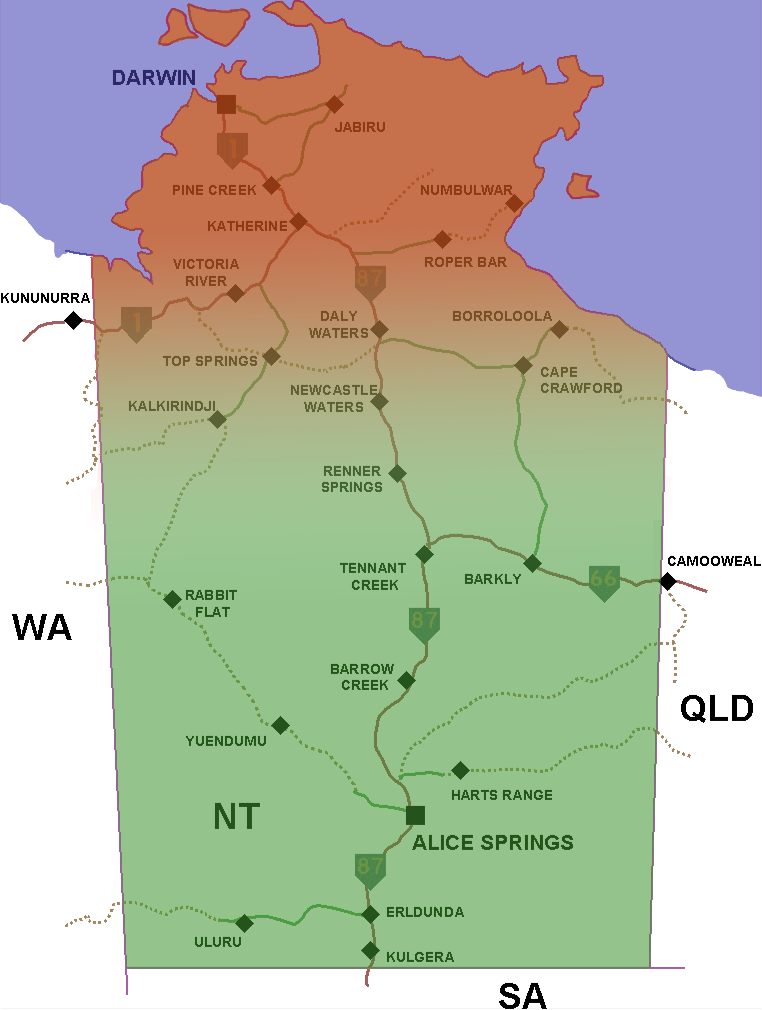
Karte des Northern Territory, das Top End ist rot eingefärbt

Das Top End (englisch: Oberes Ende) umfasst den nördlichen Teil des australischen Northern Territory (NT) oberhalb des Daly Waters  und umfasst eine Fläche von etwa 400.000 Quadratkilometern, was einem Drittel der Gesamtfläche des Northern Territory entspricht. Das Top End beinhaltet die meisten Gemeinden des Northern Territory sowie die Städte Darwin, Katherine, Pine Creek, Palmerston, Jabiru und Mataranka. Das Top End ist das am zweitnördlichsten gelegene Gebiet Australiens nach der Kap-York-Halbinsel.

## Nationalparks
Der Großteil des Top Ends besteht aus dem Arnhem Land sowie aus dem an das Arnhem Land angrenzenden Kakadu National Park. Andere Nationalparks innerhalb des Top Ends sind unter anderem der Nitmiluk-Nationalpark (früher Katherine Gorge National Park) und der Cutta Cutta Caves Nature Park.